# Javorovac
Javorovac falu Horvátországban Kapronca-Kőrös megyében. Közigazgatásilag Kamarcsához tartozik.

## Fekvése
Kaproncától 15 km-re délkeletre, községközpontjától 6 km-re délnyugatra a Bilo-hegység lejtőin fekszik.

## Története
A falu Novigrad felé eső bejáratánál az út mellett egykori erősség árkának nyomai látszanak, melyet egykor a népnyelv "Poljan grad"-nak nevezett. Az idősebbek elmondása szerint ott egykor sáncok látszottak, középen egy földhalommal, de nagy részük a Komarnica-patakba omlott. A föld tulajdonosa szántás közben cserépmaradványokat és ősi római útra utaló nyomokat talált. A régészek őskori és középkori leletekre bukkantak. Szóba került, hogy talán itt lehetett Kamarcsa vára, a Drávamente egyik legfontosabb erőssége, de ezt a leletek nem támasztották alá. A vár keletkezése és sorsa máig ismeretlen. 
A középkori falut a török elpusztította, lakói elmenekültek. Helyükre a 17. században főként pravoszlávok települtek.
A falunak 1857-ben 167, 1910-ben 256 lakosa volt. Trianonig Belovár-Kőrös vármegye Kaproncai járásához tartozott. 2001-ben a 94 lakosa volt.

## Nevezetességei
- Pravoszláv temploma 1927-ben épült, 2006-ban megújították.
- A falu Novigrad felé eső bejáratánál az út mellett középkori erősség csekély nyomai.

## Külső hivatkozások
- Gorbonok község hivatalos oldala
- A Zágráb-Ljubljanai Pravoszláv egyházmegye honlapja
- Dráva-menti várak Kapronca (Koprivnica) környékén (magyarul: ')